# Stasimopus mandelai
Stasimopus mandelai là một loài nhện trong họ Ctenizidae. S. mandelai được miêu tả năm 2004 bởi Hendrixson & Bond.